# Basis (Architektur)

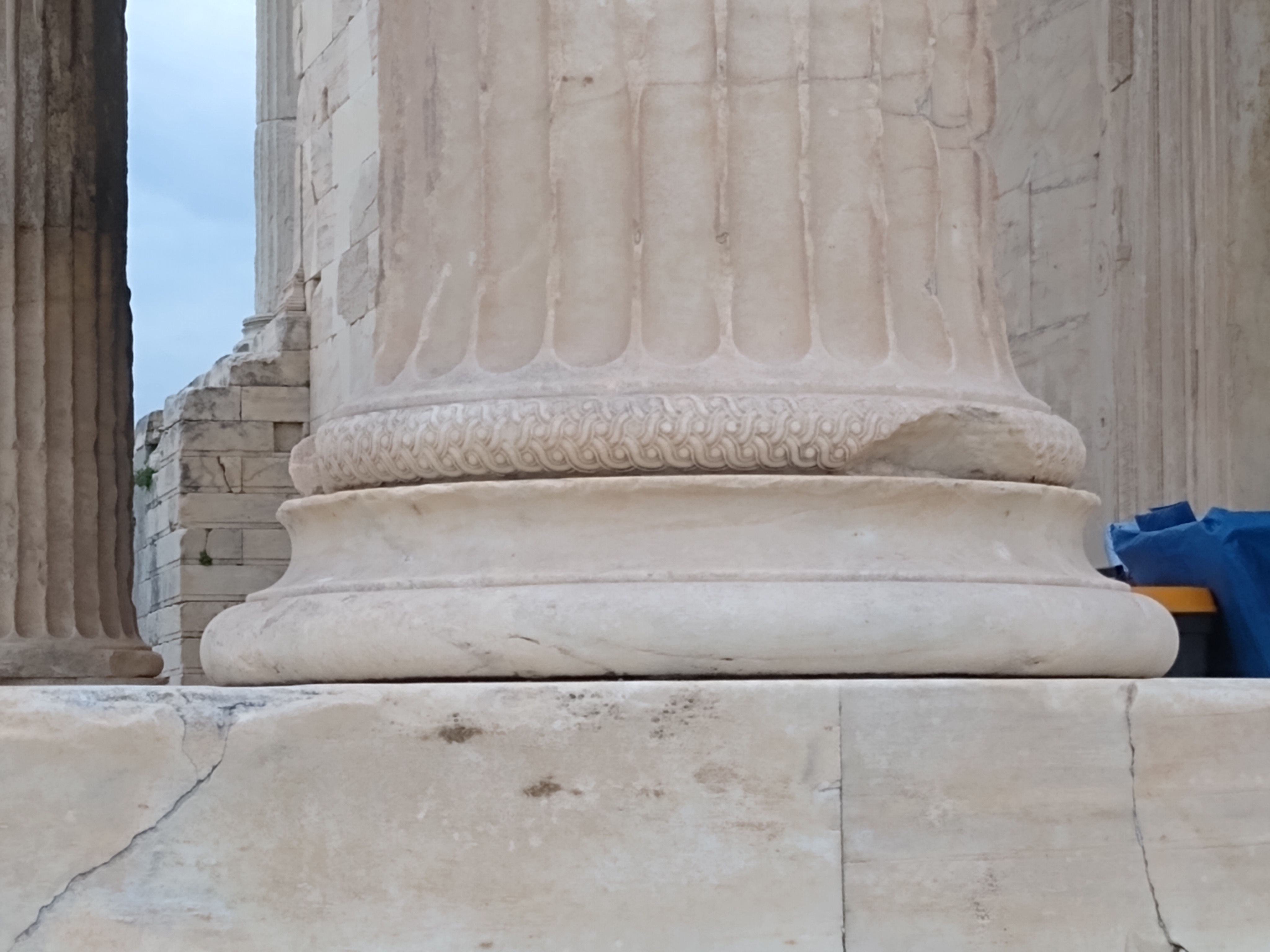
Säulenbasis des Erechtheion

Eine Basis (früher auch Base) ist im Allgemeinen das, worauf etwas ruht, also die Grundlage. In der Architektur und insbesondere in der klassischen Architektur ist mit Basis (Säulenbasis) der Säulenfuß als unterer, vorspringender Teil der Säule gemeint, was im übertragenen Sinne auch für die Basis als Fuß eines klassischen Pfeilers oder eines Pilasters gilt. Ebenso gilt der Begriff seit der römischen Architektur für den Fuß eines Postaments (Sockels). Im weiteren Sinne wird der Begriff Basis auch für die schmucklose Standfläche einer Statue verwendet.

## Begriffsherkunft
Der Begriff Basis stammt vom altgriechischen βάσις (básis) für „Schritt, Grund, Grundlage“ und wurde über das lateinische basis in die deutsche Sprache übertragen.
Zur Vermeidung von Fremdworten ist die Basis vom barocken Architekturtheoretiker Johann Friedrich Penther als Säulen-Fuß und wegen seiner Profilierung auch als Schafft-Gesims bezeichnet worden.

## Basis klassischer Säulenordnungen
Die Säulen- oder Pfeilerbasis ist der profilierte untere Teil einer runden oder eckigen Stütze, der meistens weiter als sie ausladend als Übergangsglied zu einer Plinthe oder zum Boden dient.
Die Herkunft der Basis als architektonisches Bauglied wird unterschiedlich gedeutet, baukonstruktiv und künstlerisch. Die baukonstruktive Erklärung sieht den Ursprung in dem baustatischen Bedürfnis, den Druck einer Stütze auf eine größere Bodenfläche zu verteilen und dafür ein Zwischenglied einzuführen. Hingegen sieht die gestalterische Herleitung ein „künstlerisches Bedürfnis, den schroffen Übergang der senkrechten Stütze zur horizontalen Fläche zu mildern“, indem durch die Basisprofilierung „die Bewegung nach unten verlangsamt“ werde.
Das klassische Profil einer Basis ist aus den einfachen Elementen Wulst, Kehle und Plättchen zusammengesetzt und hat seinen Ursprung wohl in der gedrechselten Säule des Holzbaues.

### Ägypten und Kreta
Bereits die Säulen der Ägypter hatten einfache druckverteilende Steinplatten (Plinthen) unter ihren anfänglich monolithischen Säulenschäften. Die kretischen Säulen hatten dann eine ausgeformte polsterähnliche Steinplatte.

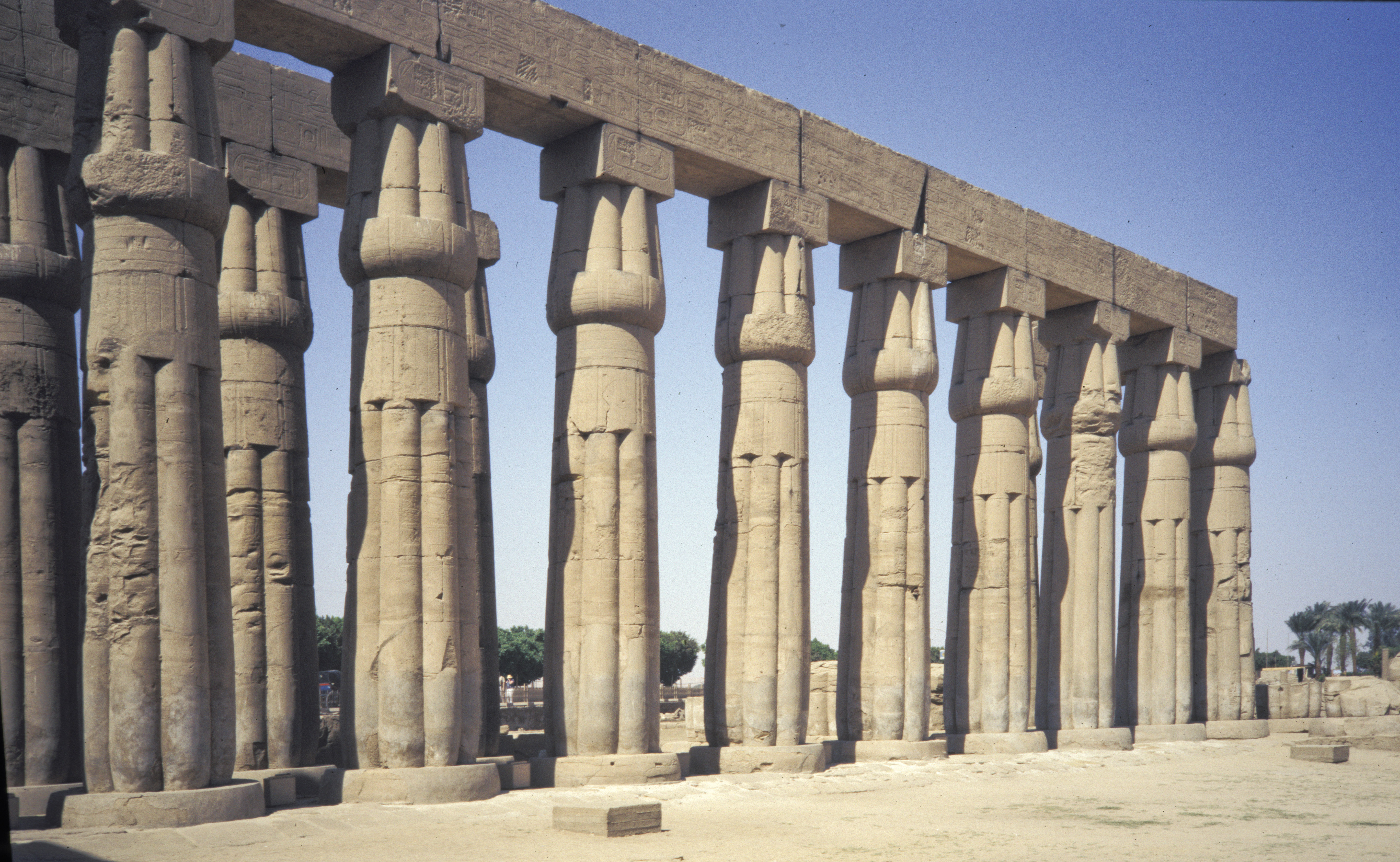
Ägyptische Papyrussäulen mit Basen (Luxor)
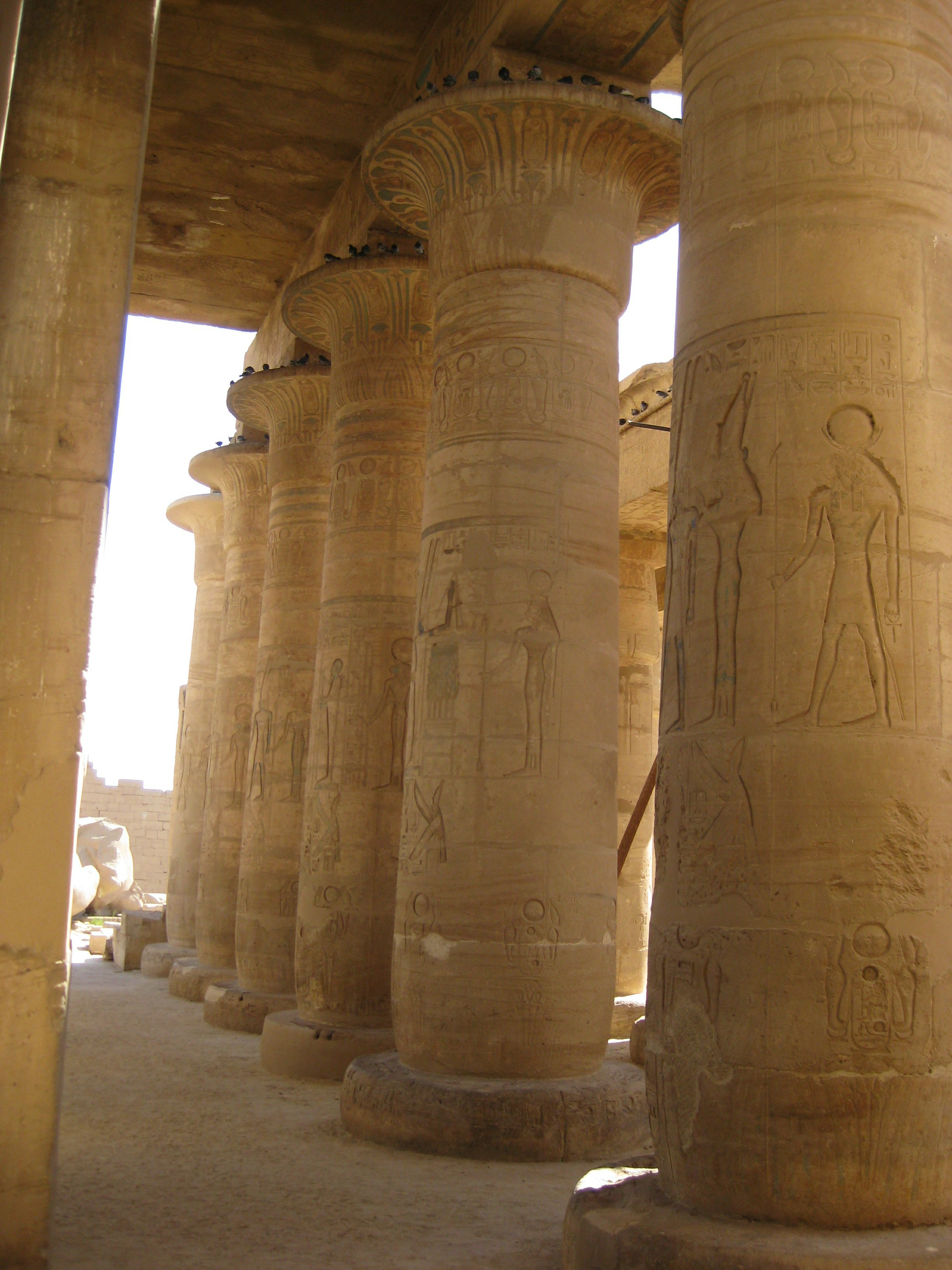
Papyrussäulen mit Basen (Ramesseum, Theben-West)
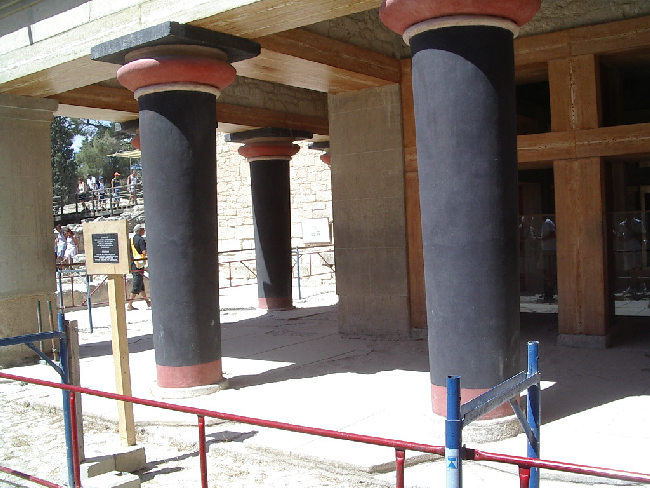
Kretische Säule mit Basis (Knossos)

### Griechenland, Rom, Mittelalter
Bei den Säulenordnungen der griechischen Baukunst wurde die Basis immer weiter entwickelt. Die häufig verwendete „attische Basis“ als Variante innerhalb der ionischen Ordnung besteht aus zwei konvexen Wulsten (Torus) und einer dazwischen liegenden Hohlkehle (Trochilus). Demgegenüber besaß die kleinasiatische Form der ionischen Basis eine Abfolge mehrerer Hohlkehlen, die von einem Wulst nach oben abgeschlossen wurde. In beiden Fällen sind Wulste und Kehlen jeweils durch dünne Plättchen mit vertikalem Profil getrennt. Während die kleinasiatische Form nur bei Bauten ionischer Ordnung anzutreffen ist, ist die attische Basis die typische Form auch der korinthischen Säule. Die Säulenbasen toskanischer Ordnung bestehen lediglich aus einem Wulst, römische Basen ab der späten Republik variieren hingegen die attische Basis, indem die hier scotia genannte Hohlkehle tiefer eingeschnitten ist, als der obere Torus auslädt. Zudem fehlt die bei griechischen Basen typische Kerbe zwischen Abschluss der Hohlkehle und oberem Wulst. Indem die Hohlkehle zwischen den Wülsten verdoppelt wurde, schuf man im Westen des Römischen Reiches im 1. Jahrhundert v. Chr. die Kompositbasis. Durch die Aufeinanderfolge von Platten mit zum Boden hin größer werdenden Durchmessern und abwechselnder Profilierung wird der Übergang zu der großen Aufstandsfläche optisch abgefangen und ästhetisch gemildert. Lediglich die dorische Ordnung verwendet keine Basis und stellt den Säulenschaft direkt auf die oberste Stufe des Tempelunterbaues.
Die unterste Platte (Plinthe) ist in der Regel eine quadratische Platte, welche sich in das Fugenbild der obersten Stufe des Tempelbaues (Krepis oder Stylobat) einfügt. Da die griechischen Tempel mit Kurvatur gebaut waren, musste unter der Plinthe ein Ausgleich zur geneigten Fläche der obersten Stufe der Krepis hergestellt werden, was durch den an die oberste Stufe angearbeiteten Keil (Scamillus) erreicht wurde. Die Plinthe toskanischer Säulen war im Gegensatz zu den Plinthen griechischer und römischer Säulenbasen rund gebildet.
Das Motiv der griechischen Basen ist mit den klassischen Säulenordnungen in die römische Architektur übertragen worden und nachantik in der mittelalterlichen Baukunst, Renaissancearchitektur und in den historistischen Neostilen wieder aufgegriffen worden, teilweise mit erheblichen formalen Abweichungen.

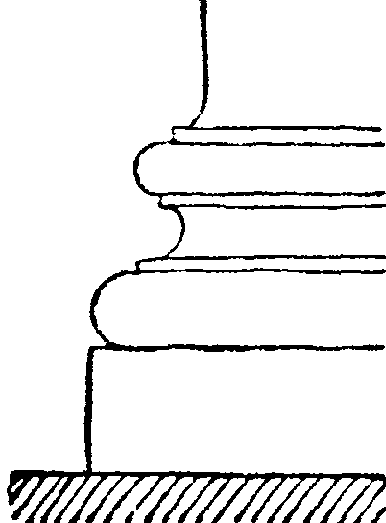
Attisch-römische Basis mit zwei Torus-Wulstprofilen
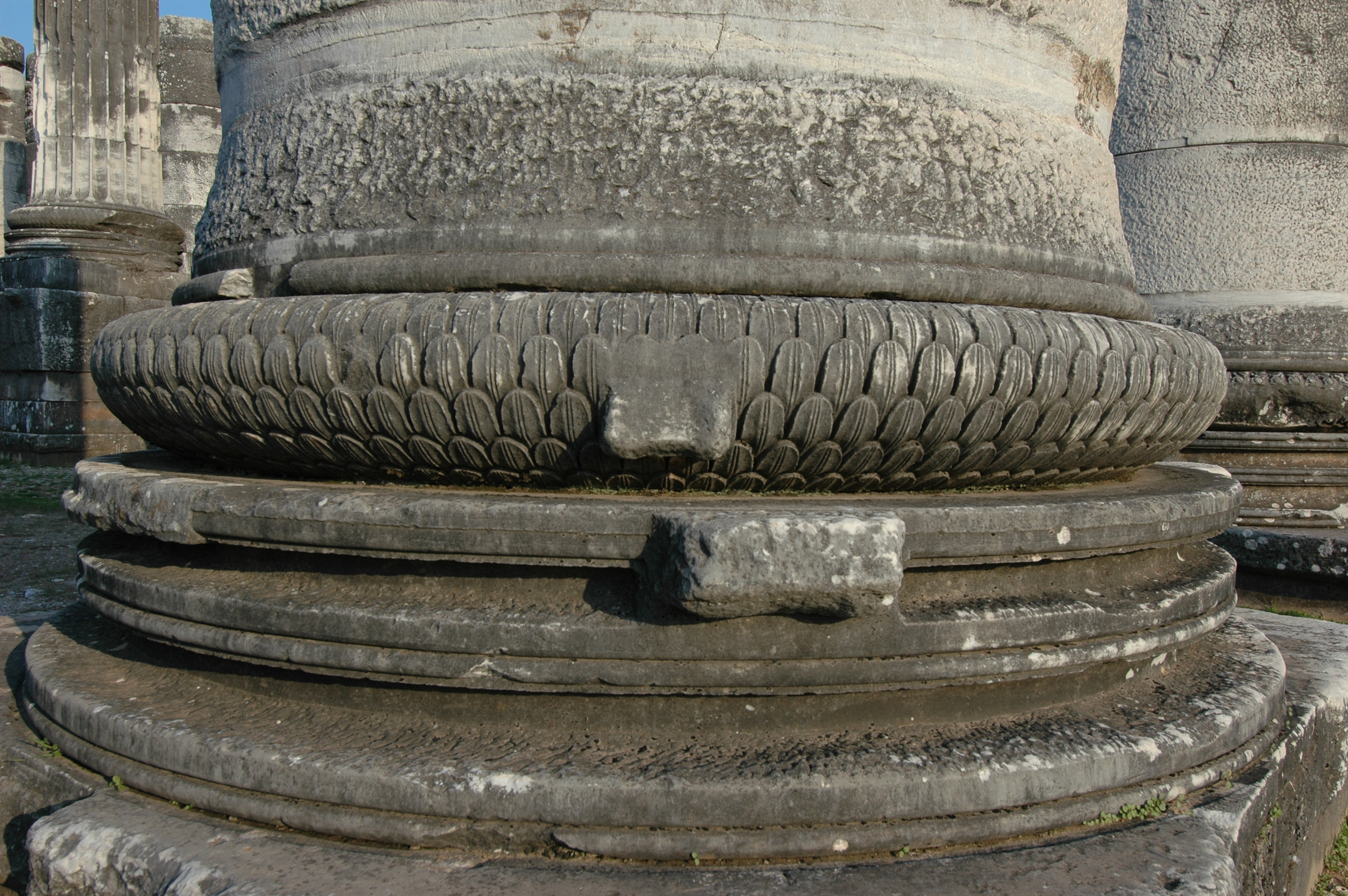
Kleinasiatisch-ionische Basis am Artemision von Sardes
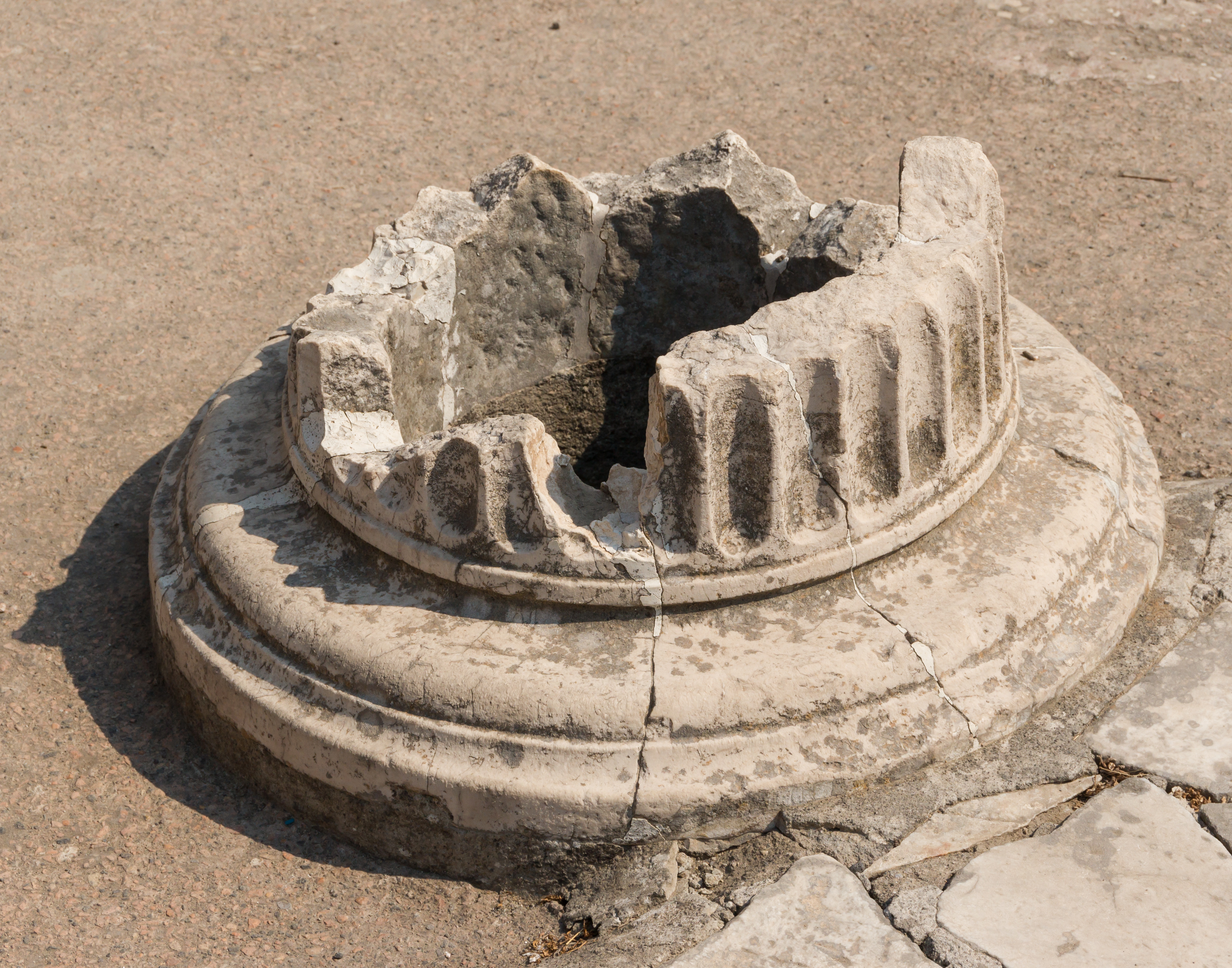
Säulenbasis toskanischer Ordnung in Herculaneum
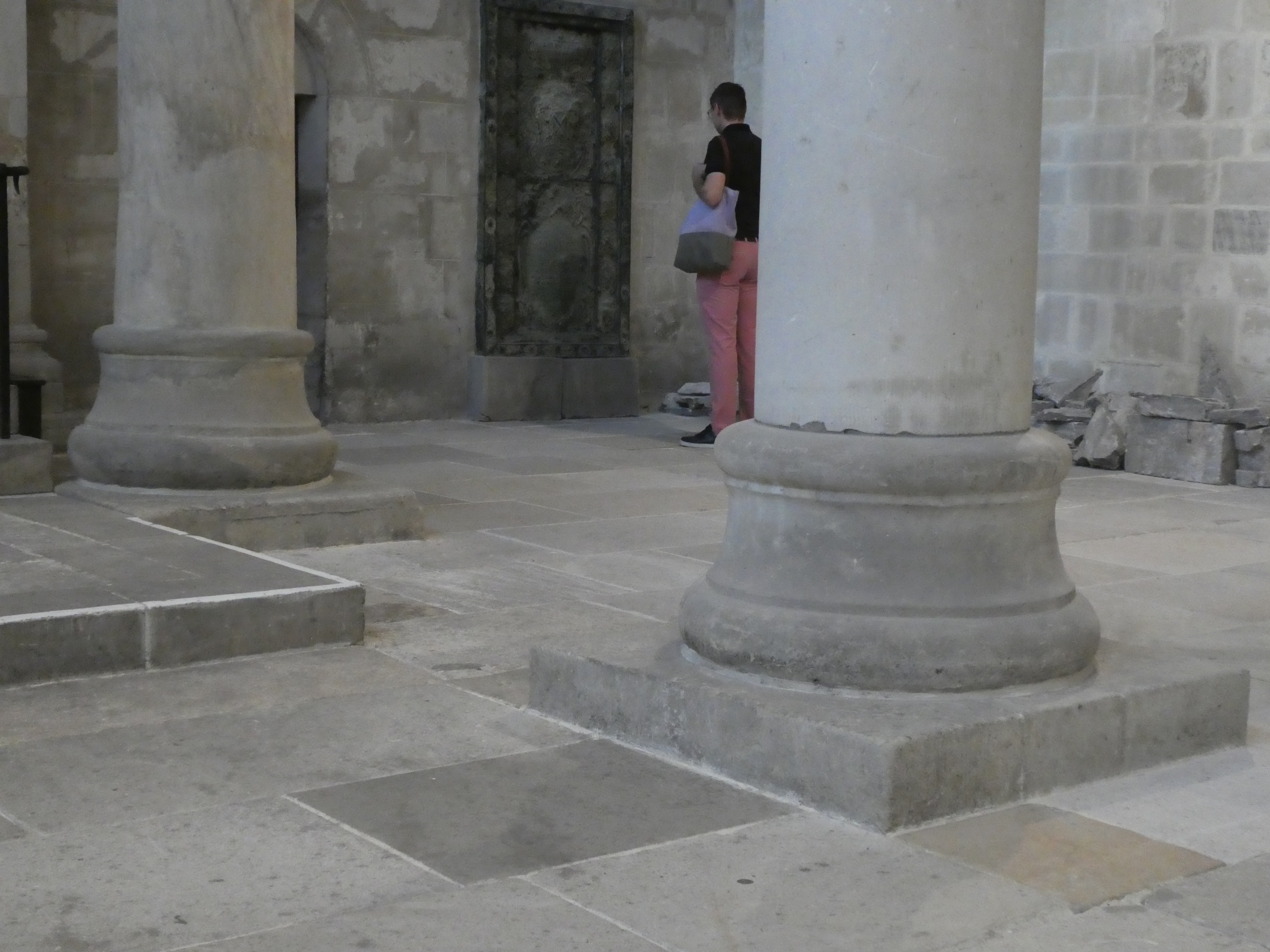
Romanische Säulenbasen (Stiftkirche St. Servatius, Quedlinburg)
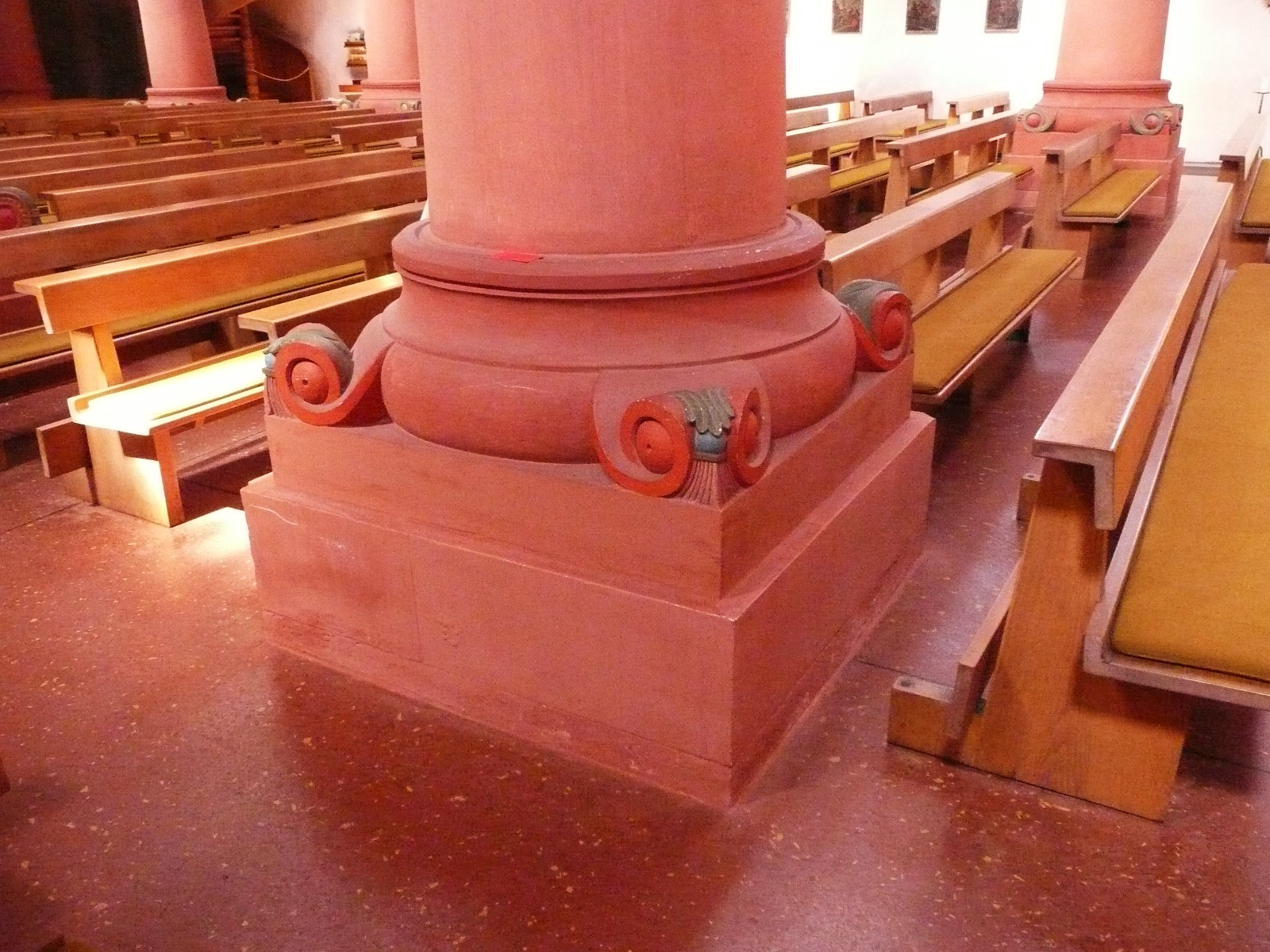
Mittelalterliche Basis mit Eckzier (Münster Schwarzach)
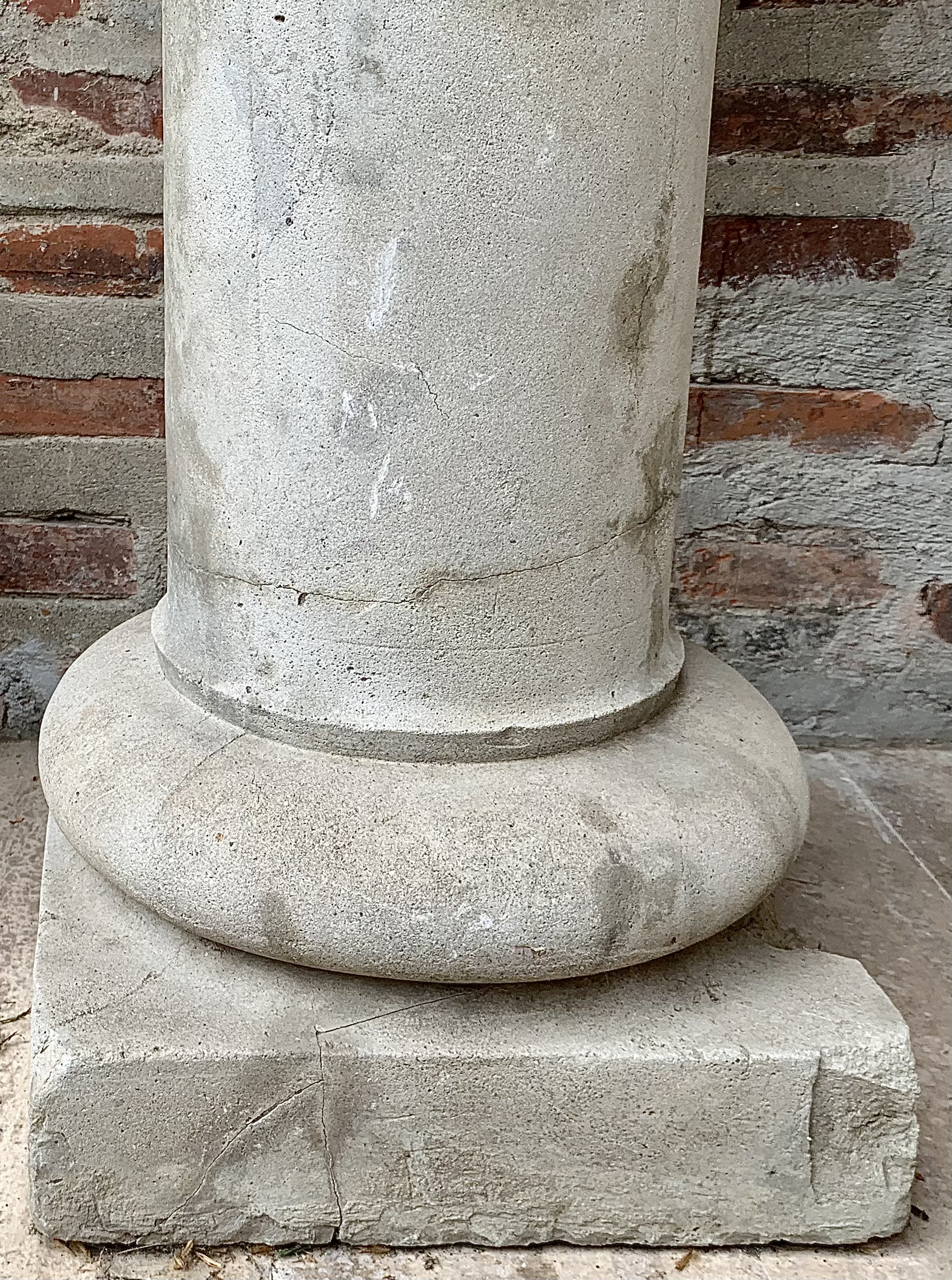
Mittelalterliche Säulenbasis (Kloster Antim, Bukarest)
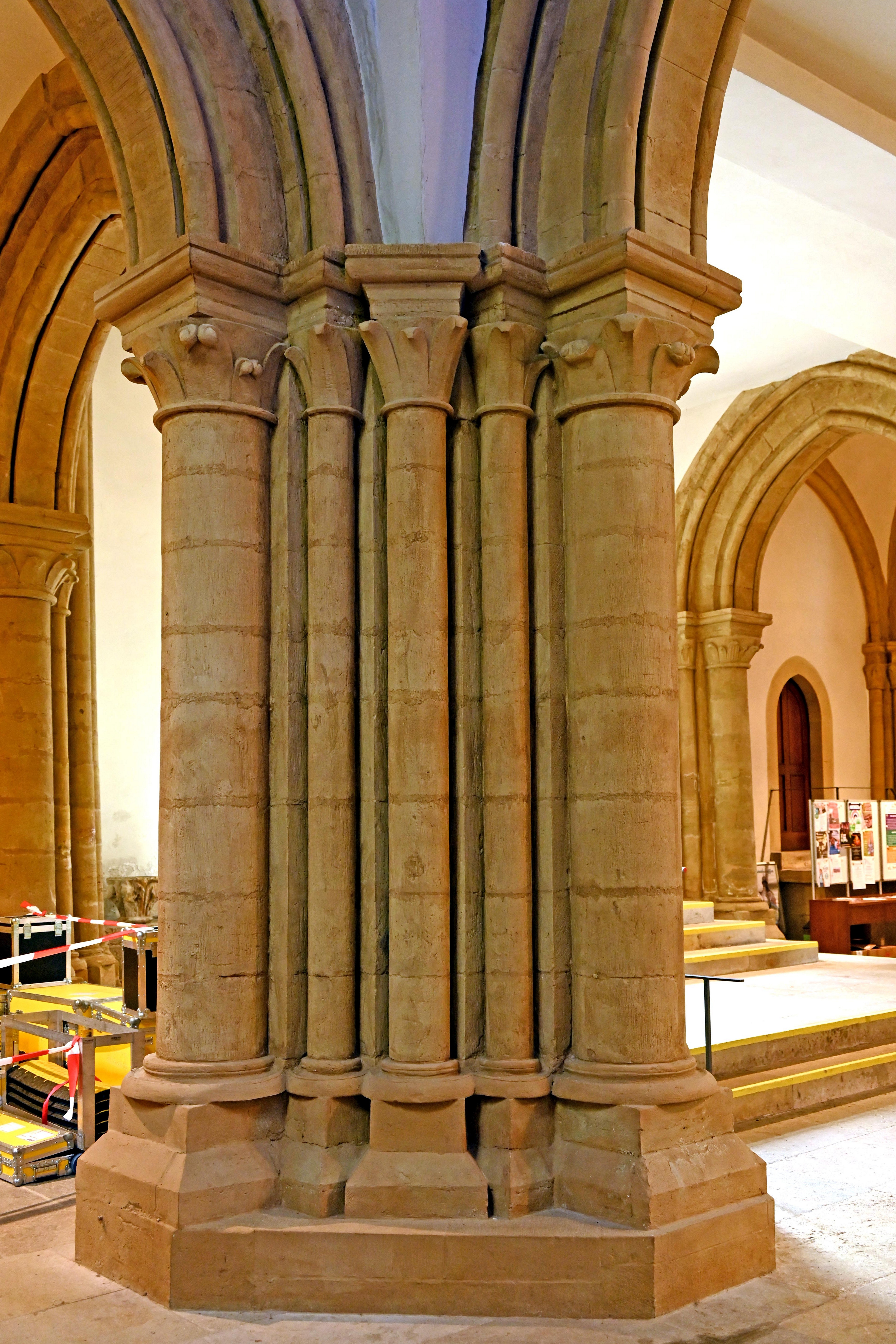
Basen eines frühgotischen Bündelpfeilers (Schottenkirche Erfurt)
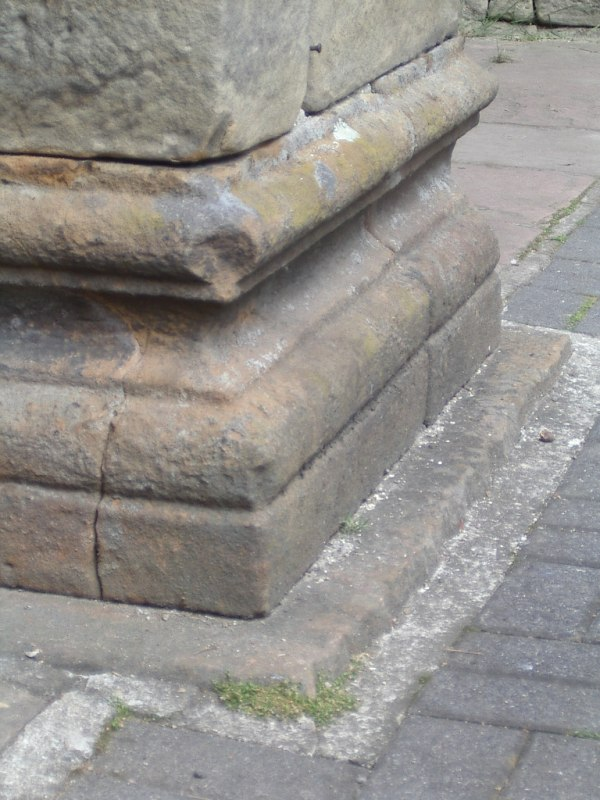
Basis eines Pfeilers (Kloster Schiffenberg)
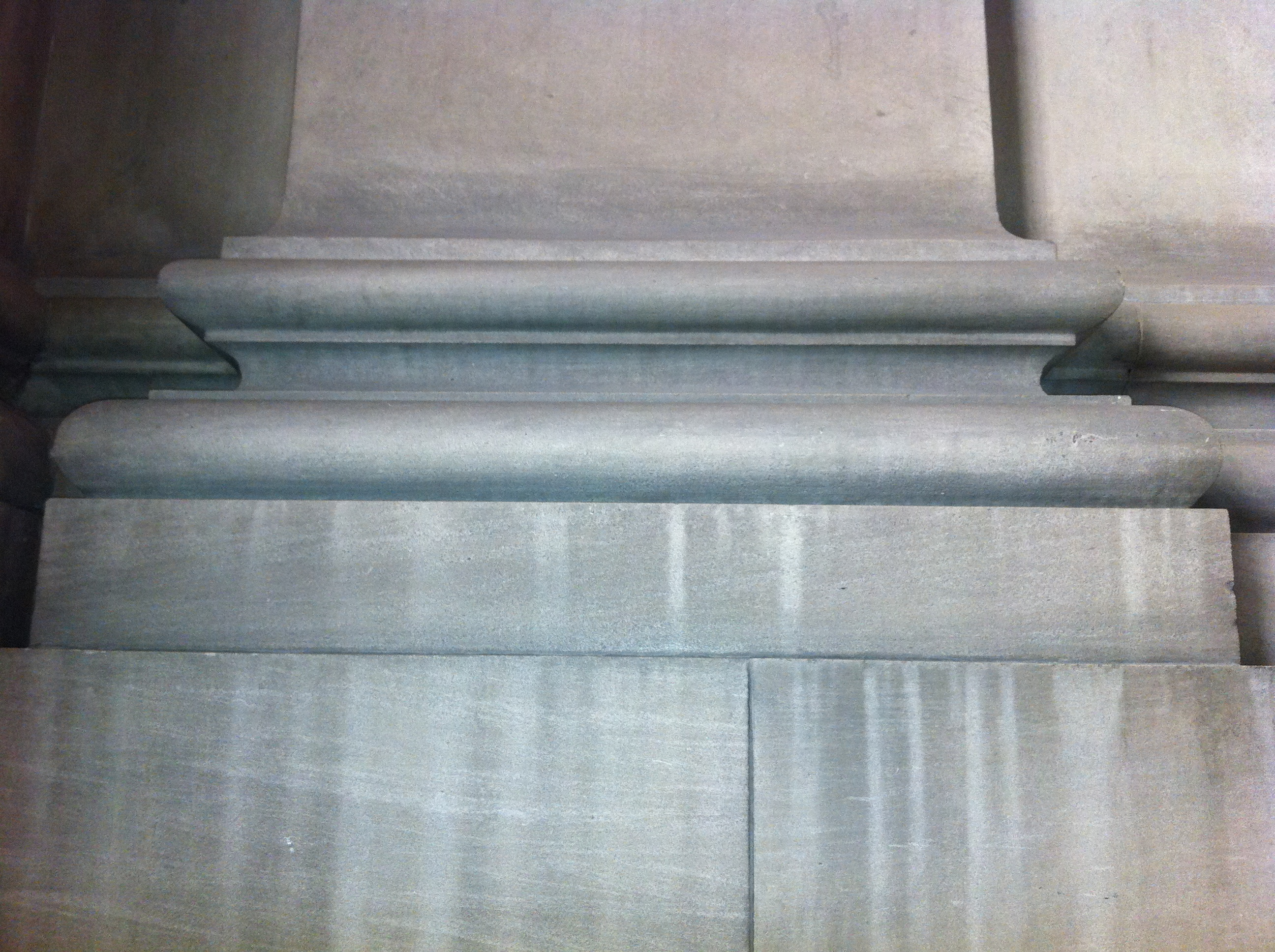
Basis eines Pilasters (Gould Library, New York University)

### Ornamentierte Säulenbasen
Hatten die Basen anfänglich nur glatte Oberflächen, so findet man bei jüngeren Bauwerken reich mit Mäandern, Flechtbändern, Blattwerk und anderen Ornamenten ausgeführte Basen.
In der romanischen Baukunst und der frühgotischen Baukunst wurde der harte Übergang von der untersten Basisplatte zur quadratischen Fußplatte (Plinthe) durch die Anarbeitung von „Blattzungen“ oder Eckspornen, der sogenannten Eckzier, gemildert. Dies sind blattähnliche, knollenähnliche oder spornähnliche Verzierungen auf den vier Eckzwickeln der Fußplatte. In der Romanik wurden diese Eckzwickel auch mit Fabelwesen, Drolerien oder Köpfen verziert.

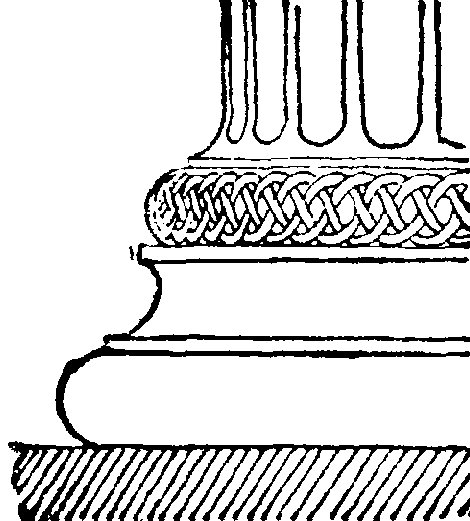
Attische Basis, griechischer Stil
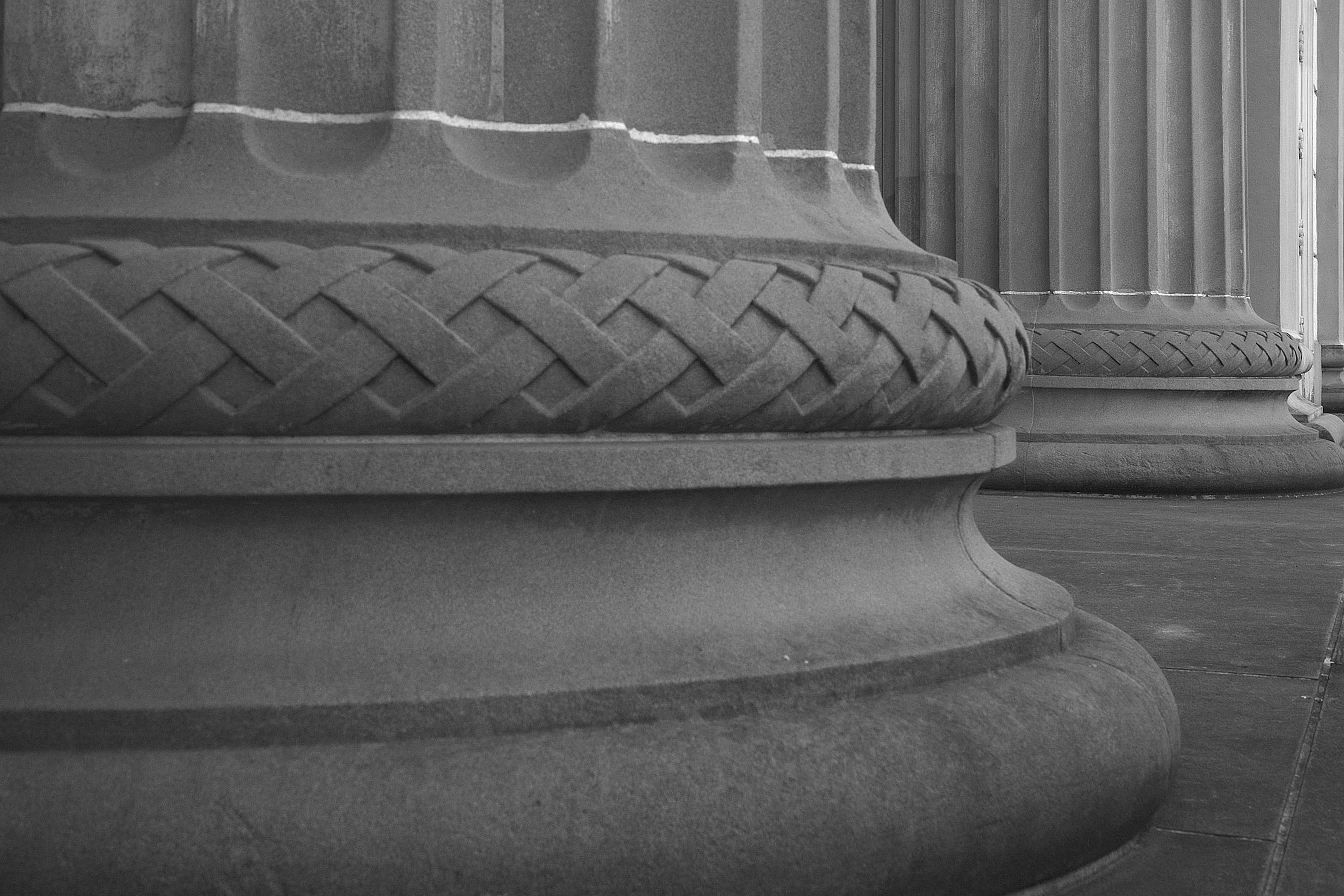
Attische Basis mit Flechtbanddekor an einer neoklassizistischen Kirchensäule
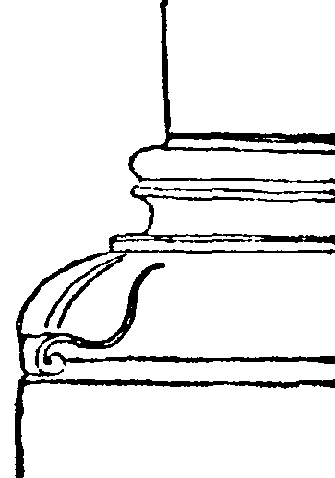
Mittelalterliche Basis mit Blattzunge
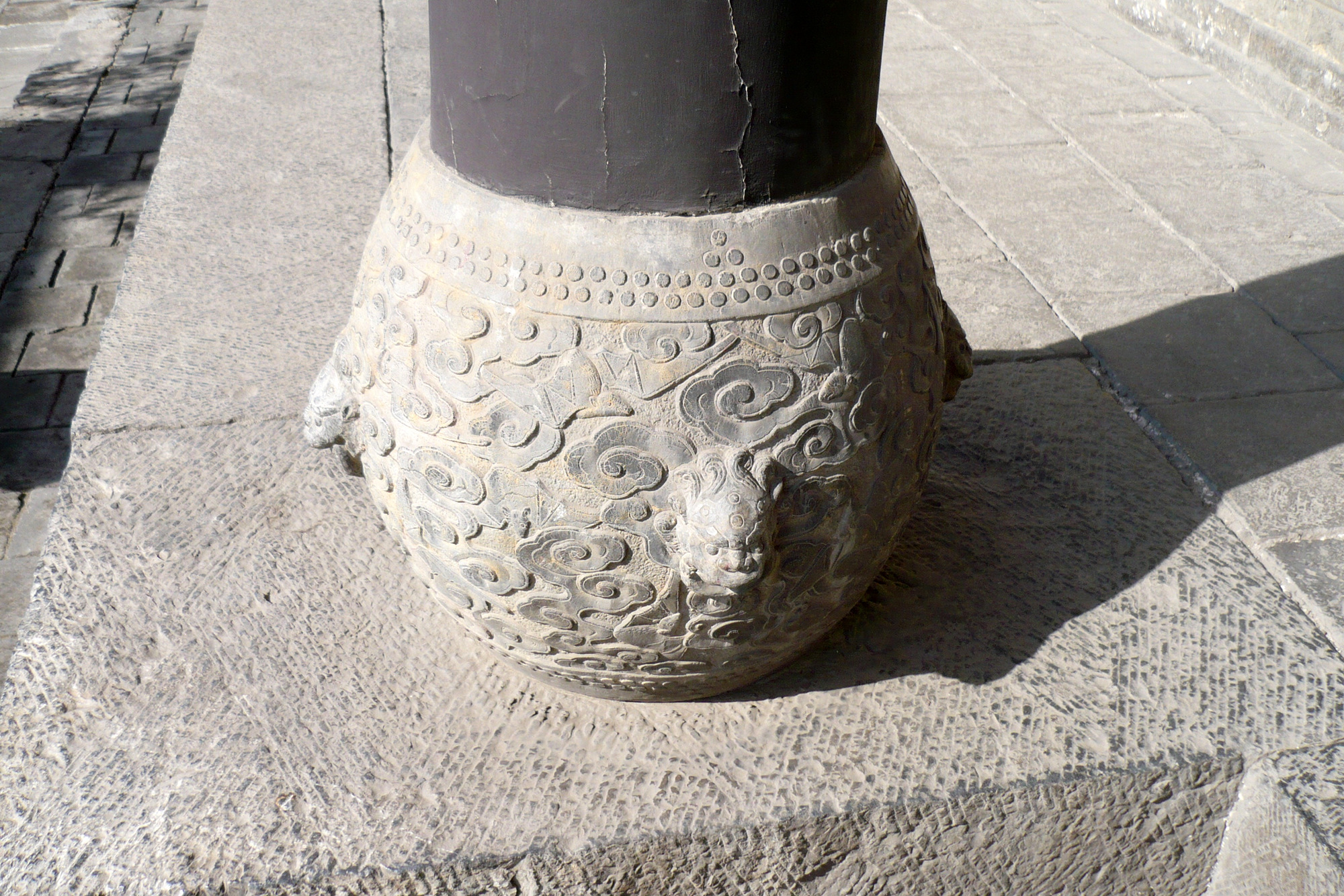
Chinesische Zierbasis

## Basis von Statuen
Im weiteren Sinne wird der Begriff Basis auch für die Standfläche einer Statue verwendet. Vgl. → Podest, Denkmalsockel

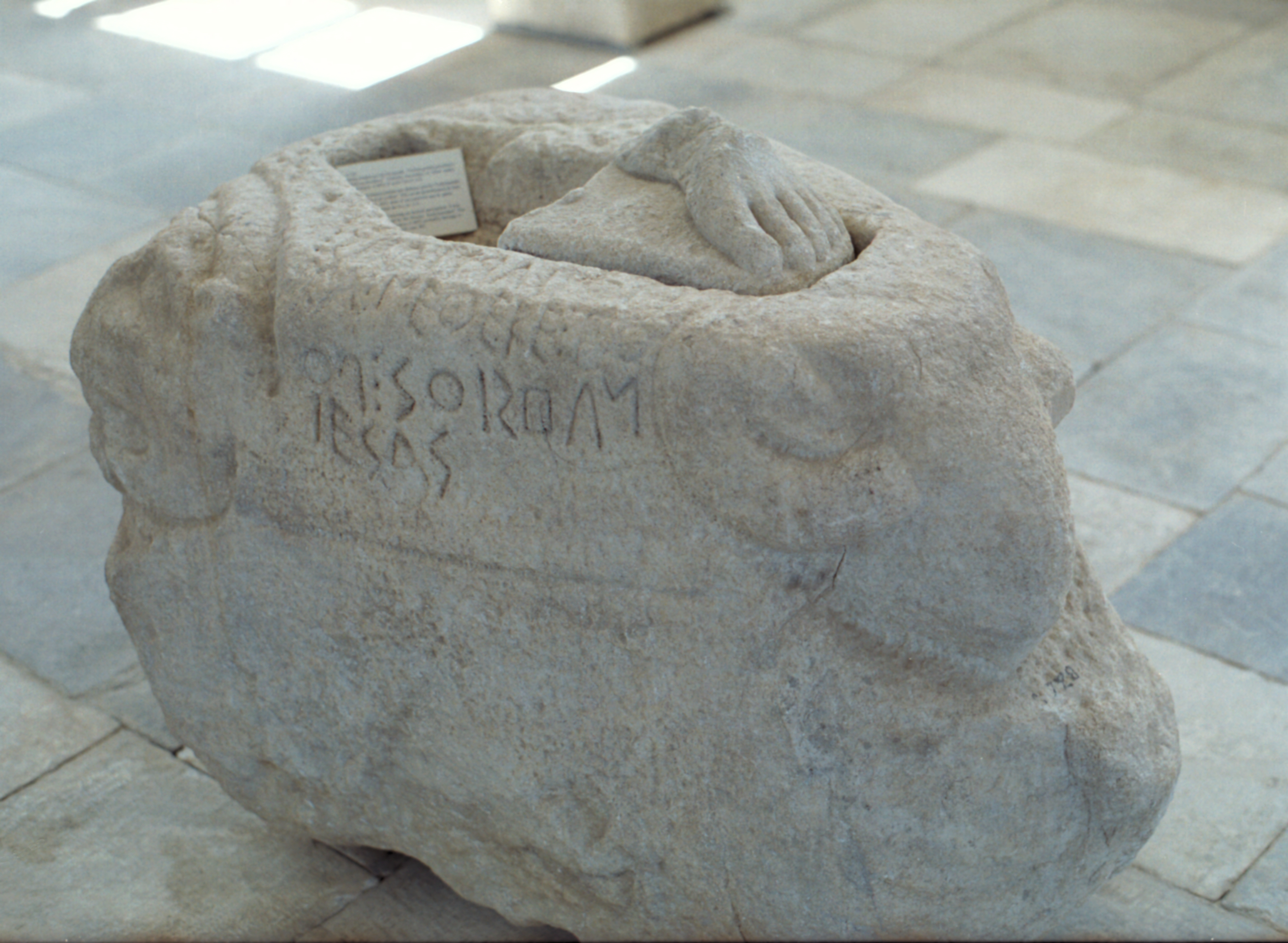
Statuenbasis aus Delos